# Nationale weg 425 (Japan)
De Nationale weg 425 (国道425号, Kokudō yonhyakunijūgo-gō) is een Japanse nationale autoweg die de stad Gobo in de prefectuur Wakayama en de stad Owase in de prefectuur Mie met elkaar verbindt. De autoweg werd in gebruik genomen in 1982.

## Gemeenten die de weg passeert
- Prefectuur Mie
  - Owase
- Prefectuur Nara
  - Kamikitayama (district Yoshino) - Shimokitayama (district Yoshino) - Totsukawa (district Yoshino)
- Prefectuur Wakayama
  - Tanabe - Inami (district Hidaka) - Gobo